# ガンビア (1965年 - 1970年)

ガンビア
The Gambia (英語)

国歌: For The Gambia Our Homeland（英語）
わが祖国ガンビアのために

ガンビア（英語: The Gambia）は、現在のガンビアの前身にあたる国家である。
かつてのガンビア植民地および保護領は、1965年にイギリスから独立し、イギリスの君主であったエリザベス2世は、ガンビア女王として国家元首の座に就いていたが、憲法上に於ける権限はガンビア総督に与えられていた。
その後、共和制移行の是非を問う国民投票が2回行われた。1965年の最初の投票結果は賛成65.85%、反対34.15%と可決に必要な3分の2には及ばなかったものの、2回目の1970年では賛成70.45%、反対29.55%とガンビア国民の大半が賛成した為、君主制を廃止する新たな憲法が採択され、ガンビアはイギリス連邦内の共和国となった。そして、1965年よりガンビアの首相を務めていたダウダ・ジャワラが、ガンビアの初代大統領に就任した。